# Briefmarken-Jahrgang 1959 der Deutschen Post der DDR
Beim Briefmarken-Jahrgang 1959 der Deutschen Post der DDR wurde die Anzahl der Sondermarken mit 73 im Vergleich zum Vorjahr deutlich gesteigert (1958: 52 Werte). Weiter erschienen sieben Dauermarken. Der Jahrgang umfasst damit 72 Motive. Erstmals wurde Briefmarken mit einem zum Motiv gehörenden Zierfeld ausgegeben. Spätere Jahrgänge erweiterten dies zu Zusammendrucken und Kleinbogen, die bis zu acht Marken in einem gemeinsamen Bild enthielten.
Bei elf Sondermarken musste ein Zuschlag zwischen 5 und 20 Pfennigen (insgesamt 1,05 Mark) bezahlt werden. Der Nominalwert der Sonderausgaben betrug 16,35 Mark, derjenige der Dauerserien 2,30 Mark.
Seit 1955 wurden bei den meisten Sonderbriefmarkensätzen in der Regel ein Wert sowie fast alle Blocks und die ab 1962 erschienenen Kleinbogenausgaben in deutlich reduzierter Auflage gedruckt. Diese sogenannten Werte in geringer Auflage waren, abgesehen von einer in der Regel auf zwei Stück pro Postkunde begrenzten Abgabe am ersten Ausgabetag und am ersten Tag nach Ablauf der Abholfrist, nur mit einem Sammlerausweis an den Postschaltern oder über einen zu beantragenden Direktbezug bei der Versandstelle der Deutschen Post in Berlin erhältlich. In diesem Markenjahr betrug die Auflagenhöhe dieser Werte 1 100 000 Stück.
Alle Marken dieses Jahrgangs wurden auf Papier mit dem Wasserzeichen Nr. 3 (DDR um Kreuzblume) gedruckt.

## Besonderheiten
- Sondermarken

Nachdem zum 5. Jahrestag der Gründung der DDR 1954 noch eine nur aus zwei Marken bestehende Ausgabe auf dieses Ereignis aufmerksam machte, sollte nunmehr – entsprechend dem erreichten Jahrestag – eine aus 10 Werten bestehende Sonderausgabe mit Motiven aus allen Bereichen des gesellschaftlichen Lebens die aus Sicht der SED- und Staatsführung erreichte politische, wirtschaftliche und soziale Stabilität des Staates 10 Jahre nach seiner Gründung demonstrieren. Diese Markenanzahl zu einem DDR-Gründungsjubiläum wurde nur noch einmal, 1964, übertroffen, als eine 15-wertige Ausgabe erschien.
Auf ein fünfjähriges Bestehen konnte die Jugendweihe in der DDR zurückblicken, die nach den Bestrebungen der DDR-Führung primär – anstelle der christlich geprägten Konfirmation oder Firmung – den Eintritt der Jugendlichen in die Erwachsenenwelt zum Ausdruck bringen sollte; ihr wurden zwei Marken gewidmet.
Fortgesetzt wurde die Reihe „Aufbau Nationaler Gedenkstätten in ehemaligen Konzentrationslagern“ mit einem Satz, der im Frauen-KZ Ravensbrück hingerichtete Widerstandskämpferinnen würdigte, und einem Wert zur Eröffnung der Gedenkstätte am 12. September 1959. Erinnert wurde auch an die während der Novemberrevolution 1919 ermordeten KPD-Gründer, Rosa Luxemburg und Karl Liebknecht.
Bereits 1956 wurden die Carl-Zeiss-Werke in Jena anlässlich ihres 110. Geburtstags philatelistisch gewürdigt. Nun erschienen in diesem Jahr zwei Werte zum 75. Jahrestag der Gründung der Jenaer Glaswerke (Jenaer Glaswerk Schott & Genossen), die neben den Zeiss-Werken ebenfalls zur Carl-Zeiss-Stiftung gehörten. Damit dokumentierte auch hier die DDR ihren Eigentumsanspruch auf diese prestigeträchtigen Fabrikationsstätten, die im Ergebnis des Zweiten Weltkrieges aufgrund der 1948 erfolgten Überführung des Jenaer Werks in Volkseigentum einen neuen, rechtlich selbständigen Betrieb mit Sitz in Mainz, in der alten Bundesrepublik, hatten.
Der 150. Geburtstag Felix Mendelssohn Bartholdys sowie die Todestage Alexander von Humboldts (100.) und Georg Friedrich Händels (200.) dienten der Deutschen Post der DDR als Ausgabeanlässe für jeweils zweiwertige Sätze. Abgeschlossen wurden in diesem Markenjahr mit der dritten Ausgabe (frühere Ausgaben: 1955 und 1957) zunächst die Reihe Von der Sowjetunion zurückgeführte Gemälde der Dresdner Gemäldegalerie und sodann mit dem zweiten Satz die erst 1958 begonnene Reihe Von der Sowjetunion zurückgeführte antike Kunstschätze. Die Tiermotivsammler wurden 1959 gleich mit drei Sätzen bedient (Naturschutz, Vogelwelt und Waldtiere). Auch der Sport kam mit einer Ausgabe von 5 Werten zum Deutschen Turn- und Sportfest in Leipzig in diesem Jahr wieder ins Markenbild.
- Dauermarken

In feinerer Kastenzähnung erschienen nach ersten 3 Werten im Jahr 1958 weitere 5 Werte der VI. Ausgabe der 5-Jahrplan-Dauerserie. Zunächst war der 10 Pf-Werte grundsätzlich in blauer Farbe gehalten, da er nach der Portosenkung im Jahre 1954 an die Stelle des ebenfalls blauen 12 Pf-Wertes getreten war. Der bis Anfang 1956 erfolgten Farbänderung in „Grün“ seitens der DDR-Post folgte nun auch die Dauerserie, und es gab ab Juli den 10 Pf-Wert (Mi. 704, VII. Ausgabe) nunmehr in Blaugrün. Erstaunlicherweise wurde dieser nochmals in beiden Zähnungsvarianten (A und B) hergestellt, obwohl die 10 Pf-Wertstufe bereits seit August 1958 mit der neuen Kastenzähnung (B-Variante) vorlag.

## Liste der Ausgaben und Motive
Legende
- Bild: Eine bearbeitete Abbildung der genannten Marke. Das Verhältnis der Größe der Briefmarken zueinander ist in diesem Artikel annähernd maßstabsgerecht dargestellt. Sollten keine Marken abgebildet sein, liegt es daran, dass das Urheberrecht des Künstlers noch nicht erloschen ist.
- Beschreibung: Eine Kurzbeschreibung des Motivs und/oder des Ausgabegrundes. Bei ausgegebenen Serien oder Blocks werden die zusammengehörigen Beschreibungen mit einer Markierung versehen eingerückt.
- Wert: Der Frankaturwert der einzelnen Marke in Pfennig. Ein „+“ bedeutet, dass es sich um eine Zuschlagsmarke handelt (= Frankaturwert + Spende).
- Ausgabedatum: Das Datum des erstmaligen Verkaufs dieser Briefmarke.
- Gültig bis: Das Datum, an dem die Gültigkeit endete.
- Auflage: Soweit bekannt, wird hier die zum Verkauf angebotene Anzahl dieser Ausgabe angegeben.
- Entwurf: Soweit bekannt, wird hier angegeben, von wem der Entwurf dieser Marke stammt.
- Mi.-Nr.: Diese Briefmarke wird im Michel-Katalog unter der entsprechenden Nummer gelistet.

| Sondermarken | |       |                       |                   |            |                      |         |
| Bild         | Beschreibung | Wert  | Ausgabe- datum (1959) | Gültig bis        | Auflage    | Entwurf              | Mi.-Nr. |
|              | 83. Geburtstag von Wilhelm Pieck | 20    | 3. Januar             | 31. März 1962     | 4.500.000  | Axel Bengs           | 673     |
|              | 40. Todestag von Rosa Luxemburg und Karl Liebknecht - Rosa Luxemburg auf einer Versammlung, Mitbegründerin der KPD (1870–1919) | 10    | 15. Januar            | 31. März 1961     | 1.100.000  | Gerhard Stauf        | 674     |
|              | - Ansprache von Karl Liebknecht, Mitbegründer der KPD (1871–1919) | 20    | 15. Januar            | 31. März 1961     | 8.000.000  | Gerhard Stauf        | 675     |
|              | 150. Geburtstag von Felix Mendelssohn Bartholdy - Gewandhaus | 10    | 28. Februar           | 31. März 1961     | 8.000.000  | Renate Israel        | 676     |
|              | - Noten des Einleitungsthemas zum 1. Satz der Sinfonie Nr. 4 A-Dur (Italienische Sinfonie) | 25    | 28. Februar           | 31. März 1961     | 1.100.000  | Renate Israel        | 677     |
|              | Leipziger Frühjahrsmesse 1959 - Kombinat Schwarze Pumpe, Messezeichen | 20    | 28. Februar           | 31. März 1961     | 8.000.000  | Dietrich Dorfstecher | 678     |
|              | - Schmalfilmkamera und Fotoapparate | 25    | 28. Februar           | 31. März 1961     | 4.000.000  | Dietrich Dorfstecher | 679     |
|              | 5 Jahre Jugendweihe - Junge und Mädchen mit Buch „Weltall, Erde, Mensch“, sinnbildliche Darstellungen aus Industrie und Landwirtschaft | 10    | 2. April              | 31. März 1961     | 1.100.000  | Rudolf Skribelka     | 680     |
|              | - Junge und Mädchen mit Buch „Weltall, Erde, Mensch“, sinnbildliche Darstellungen aus Industrie und Landwirtschaft | 20    | 2. April              | 31. März 1961     | 8.000.000  | Rudolf Skribelka     | 681     |
|              | 200. Todestag von Georg Friedrich Händel - Denkmal des Komponisten Georg Friedrich Händel (1685–1759) in Halle, Stadtwappen, Oboe | 10    | 27. April             | 31. März 1961     | 1.100.000  | Axel Bengs           | 682     |
|              | - Komponist Georg Friedrich Händel | 20    | 27. April             | 31. März 1961     | 8.000.000  | Axel Bengs           | 683     |
|              | 100. Todestag von Alexander von Humboldt - Halbporträt des Naturforschers Alexander von Humboldt, mittelamerikanische Landschaft | 10    | 6. Mai                | 31. März 1961     | 1.100.000  | Gertraud Thieme      | 684     |
|              | - Halbporträt des Naturforschers Alexander von Humboldt, Schlitten in sibirischer Winterlandschaft | 20    | 6. Mai                | 31. März 1961     | 8.000.000  | Gertraud Thieme      | 685     |
|              | Konferenz der Minister des Post- und Fernmeldewesens der sozialistischen Länder (OSS) - Emblem der Konferenz (Posthorn mit Umschrift) | 20    | 30. Mai               | 31. März 1961     | 8.000.000  | Horst Klöpfel        | 686     |
|              | - Emblem der Konferenz (Posthorn mit Umschrift) | 25    | 30. Mai               | 31. März 1961     | 1.100.000  | Horst Klöpfel        | 687     |
|              | Naturschutz - Fisch- oder Graureiher (Ardea cinerea), Gemeine Kiefer (Pinus sylvestris) | 5     | 26. Juni              | 31. März 1961     | 6.000.000  | Waltraud Oehlke      | 688     |
|              | - Rohrdommel (Botaurus stellaris) und Gemeines Schilfrohr (Phragmites communis) | 10    | 26. Juni              | 31. März 1961     | 6.000.000  | Waltraud Oehlke      | 689     |
|              | - Tagpfauenauge (Vanessa io) und Maiglöckchen (Convallaria majalis) | 20    | 26. Juni              | 31. März 1961     | 6.000.000  | Waltraud Oehlke      | 690     |
|              | - Elbebiber (Castor fiber albicus) | 25    | 26. Juni              | 31. März 1961     | 5.000.000  | Waltraud Oehlke      | 691     |
|              | - Honigbiene (Apis mellifica) und Salweide (Salix caprea) | 40    | 26. Juni              | 31. März 1961     | 1.100.000  | Waltraud Oehlke      | 692     |
|              | Von der UdSSR zurückgeführte Gemälde der Dresdner Gemäldegalerie (III) - „Selbstbildnis im Kostüm einer Vestalin“ von Angelika Kauffmann | 5     | 29. Juni              | 31. März 1961     | 6.000.000  | Erich Gruner         | 693     |
|              | - „Dame mit dem Klöppelkissen“ von Gabriel Metsu | 10    | 29. Juni              | 31. März 1961     | 6.000.000  | Erich Gruner         | 694     |
|              | - „Des Magisters Nichte Mademoiselle Lavergne“ von Jean Etienne Liotard | 20    | 29. Juni              | 31. März 1961     | 6.000.000  | Erich Gruner         | 695     |
|              | - „Die Alte mit dem Kohlenbecken“ von Peter Paul Rubens | 25    | 29. Juni              | 31. März 1961     | 4.000.000  | Erich Gruner         | 696     |
|              | - „Junger Mann im schwarzen Rock“ von Frans Hals | 40    | 29. Juni              | 31. März 1961     | 1.100.000  | Erich Gruner         | 697     |
|              | Heimische Vögel - Kormoran (Phalacrocorax carbo) | 5     | 2. Juli               | 31. März 1961     | 5.000.000  | Andreas Brylka       | 698     |
|              | - Schwarzstorch (Ciconia nigra) | 10    | 2. Juli               | 31. März 1961     | 6.000.000  | Andreas Brylka       | 699     |
|              | - Uhu (Bubo bubo) | 15    | 2. Juli               | 31. März 1961     | 1.100.000  | Andreas Brylka       | 700     |
|              | - Birkhuhn (Lyrurus tetrix) | 20    | 2. Juli               | 31. März 1961     | 6.000.000  | Andreas Brylka       | 701     |
|              | - Wiedehopf (Upupa epops) | 25    | 2. Juli               | 31. März 1961     | 5.000.000  | Andreas Brylka       | 702     |
|              | - Wanderfalke (Falco peregrinus) | 40    | 2. Juli               | 31. März 1961     | 4.500.000  | Andreas Brylka       | 703     |
|              | Weltfestspiele der Jugend und Studenten, Wien - Jugendliche verschiedener Hautfarben, Emblem der Weltfestspiele | 20    | 25. Juli              | 31. März 1961     | 4.500.000  | Harry Prieß          | 705     |
|              | - Weißes und schwarzes Mädchen, Emblem der Weltfestspiele | 25    | 25. Juli              | 31. März 1961     | 1.100.000  | Harry Prieß          | 706     |
|              | Deutsches Turn- und Sportfest Leipzig - Gymnastik mit Reifen | 5+5   | 10. August            | 31. März 1961     | 5.000.000  | Harry Prieß          | 707     |
|              | - Hochsprung | 10+5  | 10. August            | 31. März 1961     | 3.000.000  | Harry Prieß          | 708     |
|              | - Turnen am Seitpferd | 20+10 | 10. August            | 31. März 1961     | 3.000.000  | Harry Prieß          | 709     |
|              | - Gymnastik mit den Keulen | 25+10 | 10. August            | 31. März 1961     | 2.500.000  | Harry Prieß          | 710     |
|              | - Feuerwerk über dem Zentralstadion in Leipzig mit Glockenturm | 40+20 | 10. August            | 31. März 1961     | 1.100.000  | Harry Prieß          | 711     |
|              | Leipziger Herbstmesse 1959 Neubauten des Innenstadtring (Roßplatz) in Leipzig, Erdkugel und Mustermesse-Symbol "MM" | 20    | 17. August            | 31. März 1961     | 6.000.000  | Fritz Deutschendorf  | 712     |
|              | 75 Jahre Jenaer Glaswerke - Teegeschirr aus Jenaer Glas | 10    | 1. September          | 31. März 1961     | 5.000.000  | Axel Bengs           | 713     |
|              | - Labor-Bi-Destillationsapparat aus Jenaer Glas | 25    | 1. September          | 31. März 1961     | 1.100.000  | Axel Bengs           | 714     |
|              | Aufbau der Nationalen Gedenkstätte Ravensbrück - Widerstandskämpferin Tilde Klose (1892–1945) | 5+5   | 3. September          | 31. März 1961     | 2.500.000  | Rudolf Skribelka     | 715     |
|              | - KPD-Widerstandskämpferin Käthe Niederkirchner (1909–1944) | 10+5  | 3. September          | 31. März 1961     | 3.000.000  | Rudolf Skribelka     | 716     |
|              | - Widerstandskämpferin Charlotte Eisenblätter (1903–1944) | 15+5  | 3. September          | 31. März 1961     | 2.500.000  | Rudolf Skribelka     | 717     |
|              | - KPD-Widerstandskämpferin Olga Benario-Prestes (1908–1942) | 20+10 | 3. September          | 31. März 1961     | 3.000.000  | Rudolf Skribelka     | 718     |
|              | - Publizistin und sozialistische Widerstandskämpferin Maria Grollmuß (1896–1944) | 25+15 | 3. September          | 31. März 1961     | 1.100.000  | Rudolf Skribelka     | 719     |
|              | Einweihung der Nationalen Mahn- und Gedenkstätte Ravensbrück Diese Marke wurde 1957 ohne Datumsaufdruck ausgegeben (Mi.-Nr. 567) Mahnmal der Mahn- und Gedenkstätte Ravensbrück | 20+10 | 11. September         | 31. März 1961     | 3.000.000  | Rudolf Skribelka     | 720     |
|              | Erreichen der Mondoberfläche durch Lunik 2 Erdmond mit stilisierter Flugbahn von Lunik 2, Aufschlagsdatum und UdSSR-Staatswappen | 20    | 21. September         | 31. März 1961     | 6.000.000  | Ernst Vogenauer      | 721     |
|              | 10 Jahre DDR - Mähdrescher | 5     | 6. Oktober            | 31. Dezember 1962 | 11.500.000 | Lothar Grünewald     | 722     |
|              | - FDGB-Erholungsheim „Fritz Heckert“ in Gernrode | 10    | 6. Oktober            | 31. Dezember 1962 | 45.000.000 | Lothar Grünewald     | 723     |
|              | - Dresdner Zwinger | 15    | 6. Oktober            | 31. Dezember 1962 | 3.500.000  | Lothar Grünewald     | 724     |
|              | - Hüttenarbeiter, Werkanlage | 20    | 6. Oktober            | 31. Dezember 1962 | 33.000.000 | Lothar Grünewald     | 725     |
|              | - Chemiker, Kombinat | 25    | 6. Oktober            | 31. Dezember 1962 | 11.500.000 | Lothar Grünewald     | 726     |
|              | - Zentralstadion in Leipzig | 40    | 6. Oktober            | 31. Dezember 1962 | 8.000.000  | Lothar Grünewald     | 727     |
|              | - Traktoristin | 50    | 6. Oktober            | 31. Dezember 1962 | 3.500.000  | Lothar Grünewald     | 728     |
|              | - Passagierflugzeug | 60    | 6. Oktober            | 31. Dezember 1962 | 3.000.000  | Lothar Grünewald     | 729     |
|              | - Hochseehandelsschiff in der Werft | 70    | 6. Oktober            | 31. Dezember 1962 | 14.000.000 | Lothar Grünewald     | 730     |
|              | - Erster Rossendorfer Forschungsreaktor der DDR in Rossendorf | 1 DM  | 6. Oktober            | 31. Dezember 1962 | 2.500.000  | Lothar Grünewald     | 731     |
|              | 1. Todestag von Johannes R. Becher Diese Marke wurde mit einem unten anhängenden Zierfeld ausgegeben. Porträt des Dichters Johannes R. Becher (1891–1958) | 20    | 28. Oktober           | 31. März 1961     | 6.000.000  | Heinrich Ilgenfritz  | 732     |
|              | 200. Geburtstag von Friedrich Schiller - Wohnhaus des Dichters Friedrich Schillers (1759–1805) in Weimar | 10    | 10. November          | 31. März 1961     | 1.100.000  | Horst Müller         | 733     |
|              | - Porträt Friedrich Schiller | 20    | 10. November          | 31. März 1961     | 13.500.000 | Horst Müller         | 734     |
|              | Tag der Briefmarke 1959 - Postreiter, Postmeilensäule | 10    | 17. November          | 31. März 1961     | 1.100.000  | Axel Bengs           | 735     |
|              | - Zustellerin mit Moped | 20    | 17. November          | 31. März 1961     | 5.000.000  | Axel Bengs           | 736     |
|              | Waldtiere - Eichhörnchen (Sciurus vulgaris) | 5     | 27. November          | 31. März 1961     | 7.000.000  | Gerhard Stauf        | 737     |
|              | - Europäischer Feldhase (Lepus europaeus) | 10    | 27. November          | 31. März 1961     | 8.000.000  | Gerhard Stauf        | 738     |
|              | - Rehe (Capreolus capreolus) | 20    | 27. November          | 31. März 1961     | 6.000.000  | Gerhard Stauf        | 739     |
|              | - Rotwild (Cervus elaphus) | 25    | 27. November          | 31. März 1961     | 5.500.000  | Gerhard Stauf        | 740     |
|              | - Europäische Luchse (Lynx lynx) | 40    | 27. November          | 31. März 1961     | 1.100.000  | Gerhard Stauf        | 741     |
|              | Von der Sowjetunion zurückgeführte antike Kunstschätze (II) - Kopf einer attischen Göttin (580 v. Chr.) | 5     | 29. Dezember          | 31. März 1961     | 5.000.000  | Klaus Wittkugel      | 742     |
|              | - Prinzessinnenkopf aus Tell-el-Amarna (um 1360 v. Chr.) | 10    | 29. Dezember          | 31. März 1961     | 8.000.000  | Klaus Wittkugel      | 743     |
|              | - Bronzefigur aus Tobrak-Kale, Armenien (700 v. Chr.) | 20    | 29. Dezember          | 31. März 1961     | 8.000.000  | Klaus Wittkugel      | 744     |
|              | - Zeusaltar Pergamon (185 bis 160 v. Chr.) | 25    | 29. Dezember          | 31. März 1961     | 1.100.000  | Klaus Wittkugel      | 745     |
| Dauermarken  | |       |                       |                   |            |                      |         |
| Bild         | Beschreibung | Wert  | Ausgabe- datum (1959) | Gültig bis        | Auflage    | Entwurf              | Mi.-Nr. |
|              | Dauermarkenserie: Fünfjahrplan (VI), Druck: VEB Deutsche Wertpapierdruckerei (DWD), Wasserzeichen Nr. 3 (DDR um Kreuzblume), Zähnung: K 14, ohne Angabe des Zeichners und Graveurs Diese Marke wurde auch am 4. September mit einem anhängenden Zierfeld zur Würdigung der II. Deutschen Briefmarkenausstellung (DEBRIA) in Berlin ausgegeben. - Berlin, Stalinallee | 20    | Januar                | 31. Mai 1962      | unbekannt  | Erich Gruner         | 580 B   |
|              | - Volkstanz | 30    | Mai                   | 31. Dezember 1962 | unbekannt  | Erich Gruner         | 582 B   |
|              | - Dresden, Zwinger | 40    | Mai                   | 31. Dezember 1962 | unbekannt  | Erich Gruner         | 583 B   |
|              | - Hochseeschiff auf Stapel bei der Schiffstaufe | 50    | August                | 31. Dezember 1962 | unbekannt  | Erich Gruner         | 584 B   |
|              | - Familie vor dem Hochhaus an der Weberwiese (Berlin) | 70    | Dezember              | 31. Dezember 1962 | unbekannt  | Erich Gruner         | 585 B   |
|              | Dauermarkenserie: Fünfjahrplan (VII), Druck: VEB Deutsche Wertpapierdruckerei (DWD), Wasserzeichen Nr. 3 (DDR um Kreuzblume), Zähnung: K 13: 12 1/2 und K 14, ohne Angabe des Zeichners und Graveurs - Bauer und Arbeiter tauschen Erfahrungen aus (Zähnung K 13: 12 1/2)                                                                                            | 10    | Juli                  | 31. Dezember 1962 | unbekannt  | Erich Gruner         | 704 A   |
|              | - Bauer und Arbeiter tauschen Erfahrungen aus (Zähnung K 14) | 10    | Juli                  | 31. Dezember 1962 | unbekannt  | Erich Gruner         | 704 B   |

### Ausgaben mit Zierfeld

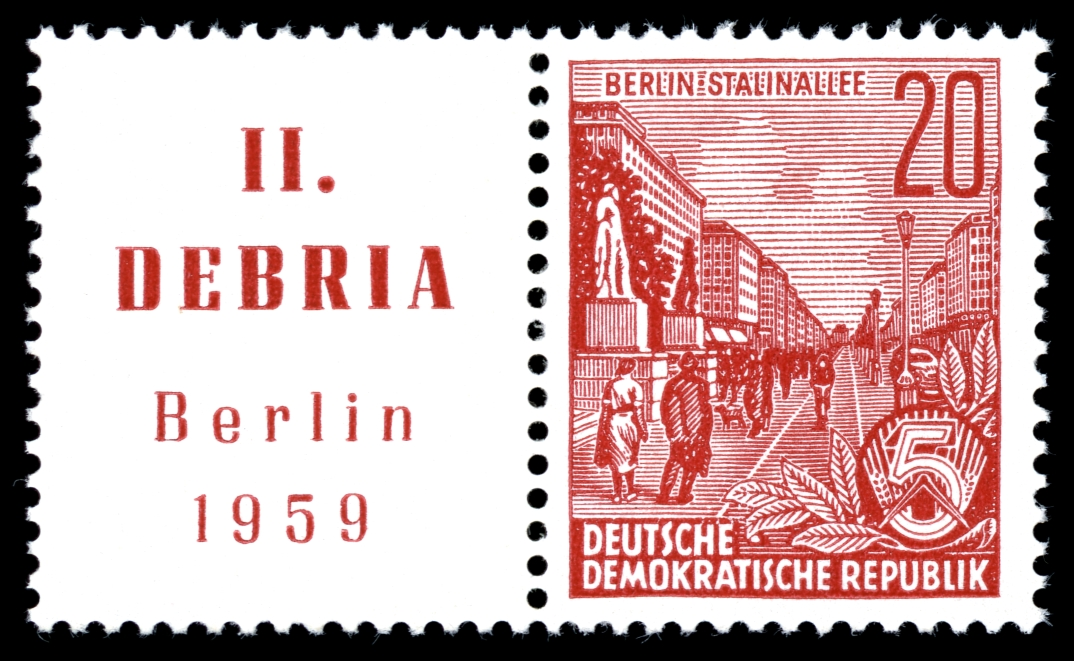
II. DEBRIA Berlin 1959